# Henricia saghaliensis
Henricia saghaliensis är en sjöstjärneart som beskrevs av Hayashi 1940. Henricia saghaliensis ingår i släktet Henricia och familjen krullsjöstjärnor. Inga underarter finns listade i Catalogue of Life.